# Bavand Karim
Bavand Karim (Bavand Karimzadeh; 10 de febrero de 1979) es un cineasta iraní estadounidense que ha producido, dirigido y editado una gran cantidad de títulos tanto en cine como en televisión.

## Biografía

### Educación
Karim estudió en la secundaria J.J. Pearce en Richardson, Texas. Obtuvo el título de Maestro en Bellas Artes en Cine y Televisión en la Escuela de Artes Meadows de la Universidad Metodista del Sur en 2010.

### Cine y televisión
Su primer documental, Nation of Exiles, fue exhibida en importantes eventos internacionales en Brasil, Italia, Francia, España y el Reino Unido. Su largometraje de 2014, Hate Crimes in the Heartland, ganó el premio Paul Robeson en la categoría de mejor documental en el Newport Black Film Festival. Ha registrado créditos de producción y edición en importantes películas de Hollywood como The Hangover III, Captain America: The Winter Soldier, Anchorman 2 y Maps to the Stars.
Karim es el productor ejecutivo de la serie de televisión Dingo Suede: Private Detective, la cual recibió el premio Cincinnati Cable Access Blue Chip en 2014 en la categoría de mejor programa de entretenimiento. También escribió y produjo el programa de variedades Dig In DFW, presentado por FOX 4 en Dallas, y Ronnie & The Others, un talk show emitido desde Cincinnati.
Karim es dueño de la compañía de producción independiente Be Positive Pictures y es productor en la compañía de documentales ganadora de un premio Emmy Lioness Media Arts. Es profesor de artes visuales en el Emerson College de Boston.

## Filmografía

### Como productor
- 2017 - Maren's Rock: A Virtual Reality Film (corto)
- 2016 - Sing That Thing (TV)
- 2015 - Hate Crimes in the Heartland (documental)
- 2014 - Ronnie & the Others (TV)
- 2014 - A Day in the Life of a SuperHero: Part I (corto)
- 2013 - Dingo Suede: Private Detective (TV)
- 2013 - Marcism (TV)
- 2011 - A Conversation with David Mack (documental)
- 2011 - NorseMedia Presents: Jesse Thomas
- 2011 - Dig In (TV)
- 2010 - The Wedding (corto)
- 2010 - Etruscan Odyssey: Expanding Archaeology (corto)
- 2010 - Nation of Exiles (documental)
- 2010 - Thorn
- 2009 - In the Zone (corto)
- 2008 - A Fragment (corto)
- 2007 - The Seventh Step (corto)